# Epitola hewitsonioides
Epitola hewitsonioides är en fjärilsart som beskrevs av Hawker-smith 1933. Epitola hewitsonioides ingår i släktet Epitola och familjen juvelvingar. Inga underarter finns listade i Catalogue of Life.